# بلچر (کنتاکی)
بلچر (به انگلیسی: Belcher) یک منطقهٔ مسکونی در ایالات متحده آمریکا است که در شهرستان پایک، کنتاکی واقع شده‌است. بلچر ۲۳۷٫۱۴ متر بالاتر از سطح دریا واقع شده‌است.